# Antepione tiselaaria
Antepione tiselaaria là một loài bướm đêm thuộc họ Geometridae. Nó được biết đến ở Morelos và Puebla thuộc México và Costa Rica.
Chiều dài cánh trước là 17–18 mm.

## Hình ảnh

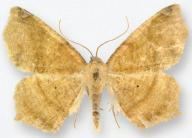
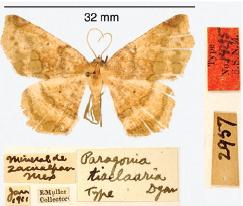